# Хојт (Канзас)
Хојт (енгл. Hoyt) град је у америчкој савезној држави Канзас.

## Демографија
По попису из 2010. године број становника је 669, што је 98 (17,2%) становника више него 2000. године.
| Група             | 2000.       | 2010.       |
| Белци             | 532 (93,2%) | 549 (82,1%) |
| Афроамериканци    | 0 (0,0%)    | 1 (0,1%)    |
| Азијати           | 3 (0,5%)    | 8 (1,2%)    |
| Хиспаноамериканци | 15 (2,6%)   | 34 (5,1%)   |
| Укупно            | 571         | 669         |